# Brzoza (Basse-Silésie)
Pour les articles homonymes, voir Brzoza.
Brzoza est une localité polonaise de la gmina de Borów, située dans le powiat de Strzelin en voïvodie de Basse-Silésie.

## Histoire
De 1816 à 1945, Groß Bresa fait partie de l'arrondissement de Neumarkt dans le district de Breslau au sein de la province de Silésie.